# 全国生命保険労働組合連合会
全国生命保険労働組合連合会（ぜんこくせいめいほけんろうどうくみあいれんごうかい、略称：生保労連（せいほろうれん）、英語：National Federation of Life Insurance Worker's Unions、略称：LIU）は、日本の産業別労働組合である。日本労働組合総連合会（連合）、ユニ・グローバル・ユニオン（UNI）に加盟している。

## 概要
生命保険会社の営業部門・事務部門の労働者で組織する労働組合で構成されている。
1969年10月17日に全国生命保険労働組合連合会（全生保）と全国生命保険外務労働組合連合会（全外連）が統合して、結成した。

## 加盟組合
- アクサ生命営業社員労働組合
- アクサ内勤社員労働組合
- 朝日生命労働組合
- ジブラルタ生命労働組合
- 住友生命労働組合
- 生命保険協会従業員組合
- 第一生命労働組合
- 大樹保険協会従業員組合
- 大同生命内務従業員組合
- 大同生命労働組合
- 太陽生命内務員組合
- T＆Dフィナンシャル生命労働組合
- 日本生命労働組合
- 富国生命内務職員組合
- プルデンシャル ジブラルタ ファイナンシャル生命労働組合
- プルデンシャル生命内勤社員組合
- マニュライフ生命労働組合
- 明治安田生命労働組合

## オブザーバー加盟
- 富国生命全国外野倶楽部